# Uljanovszki Autógyár
Az Uljanovszki Autógyár, rövidítve UAZ (oroszul УАЗ – Ульяновский автомобильный завод, magyar átírásban: Uljanovszkij avtomobilnij zavod) az oroszországi Uljanovszkban működő járműgyártó vállalat, a Szollersz (korábban Szeversztal-Avto) holding része.

## Története

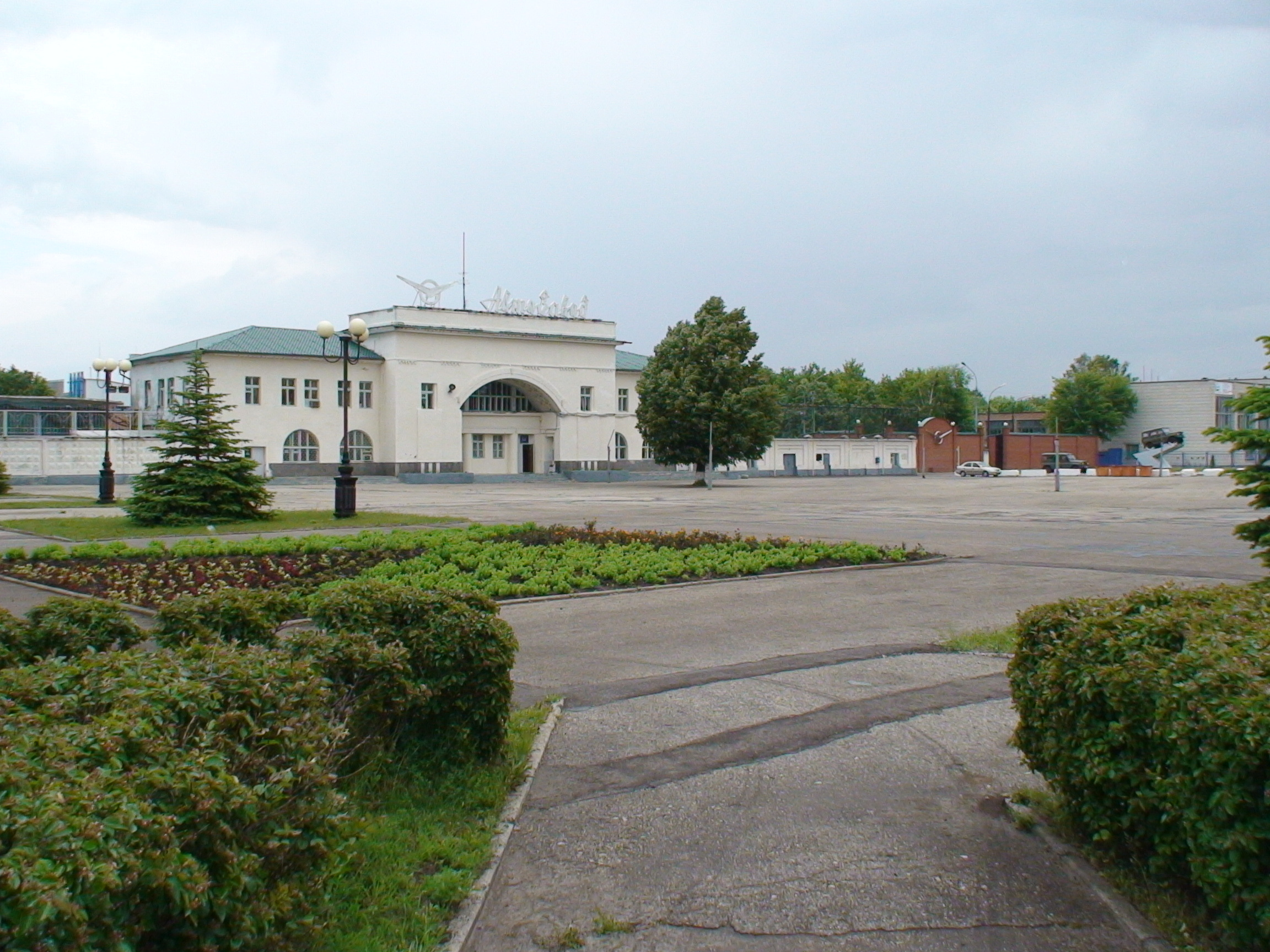
A gyár főbejárata

Az Uljanovszki Autógyárat 1941-ben hozták létre a Szovjetunió elleni német támadás miatt keletre költöztetett moszkvai ZiSZ gyár egyik üzemegységeként. 1941. október 20-án érkeztek meg az első szakemberek a városba, a termelés pedig 1942-ben indult meg. Kezdetben tüzérségi lőszereket és a ZiSZ–5 teherautót gyártották. A termelés beindulását követő második hónapban már napi 30 teherautót állítottak elő Uljanovszkban. A Szovjetunió Állami Védelmi Bizottsága 1943. június 22-én hozott határozatot arról, hogy a Moszkvából kitelepített gépekkel működő ZiSZ-gyáregység bázisán egy önálló járműgyárat hoznak létre.
1944 májusára elkészült egy saját fejlesztésű kísérleti jármű is, a 3,5 tonnás UlZiSZ–253 típusú teherautó, melynek a sorozatgyártására azonban nem került sor. 1944 végén beszüntették Uljanovszkban a ZiSZ–5-ösök gyártását, melyet áttelepítettek a miasszi autógyárba (ma: Ural Autógyár). Az így felszabadult gyártókapacitást elkezdték átállítani a Gorkiji Autógyárban (GAZ) a Ford–AA bázisán kifejlesztett 1,5 tonnás GAZ–AA teherautó gyártására. Az első GAZ–AA teherautót 1947. október 26-án szerelték össze. Az Uljanovszki Autógyár ezt követően is a Gorkiji Autógyár különféle modelljeit szerelte össze, így ott készült 1954-től a GAZ–69  terepjáró gépkocsi. 1956-tól már nem csak összeszerelés folyt az UAZ-nál, a GAZ–69 és a GAZ–69A terepjárók teljes gyártását ott végezték. A gyár saját fejlesztése az 1957-től gyártott, azonos alvázra épített UAZ–450 kisteherautó- és mikrobusz-család. 1966-tól ennek modernizált, továbbfejlesztett változatát, az UAZ–452-t gyártották. 1972-ben kezdődött el a GAZ–69 utódjának szánt UAZ–469 terepjáró sorozatgyártása. Az Uljanovszki Autógyárban 1974. február 18-án készítették el az egymilliomodik járművet.

## Gyártott típusok

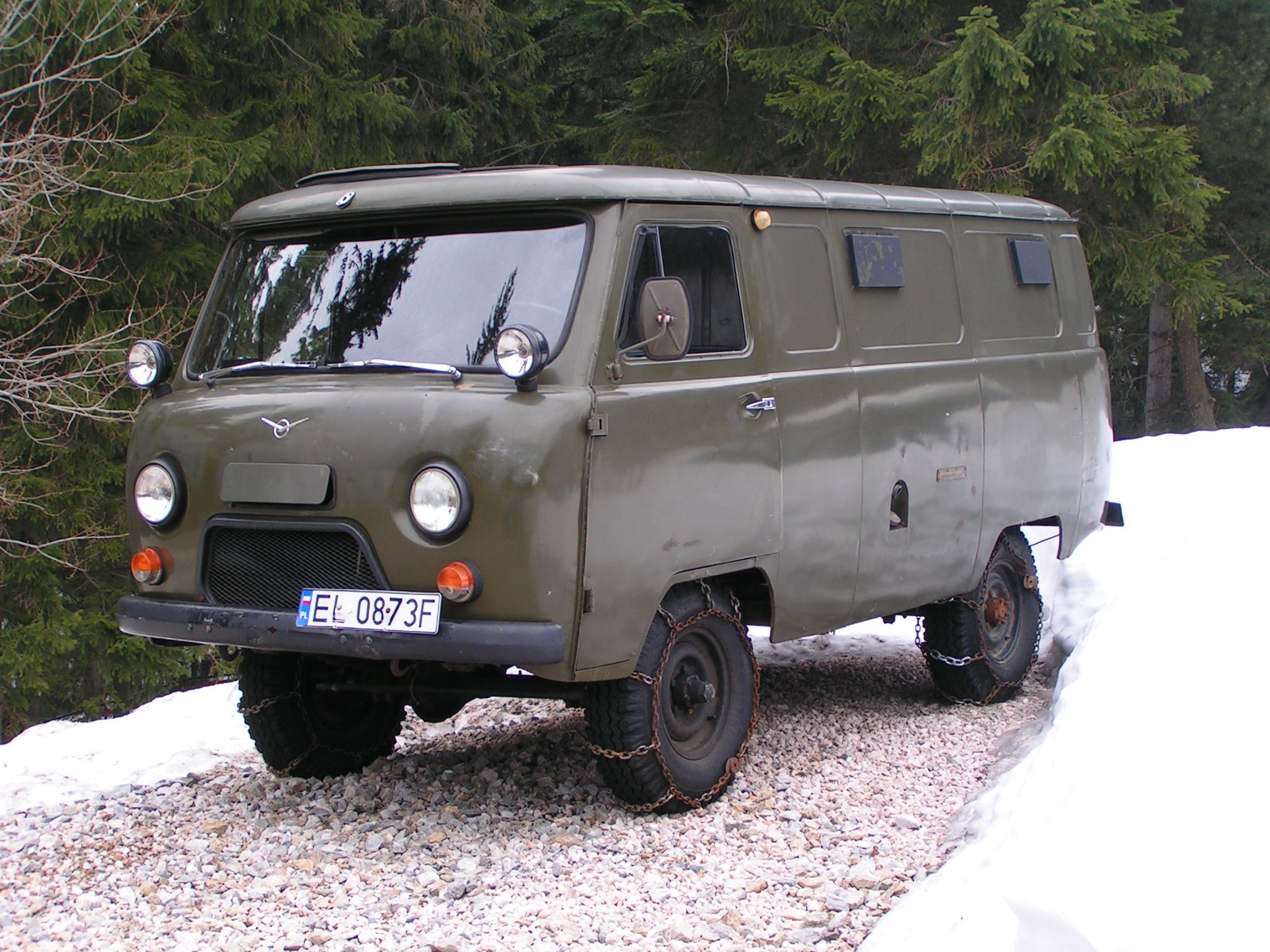
UAZ–452
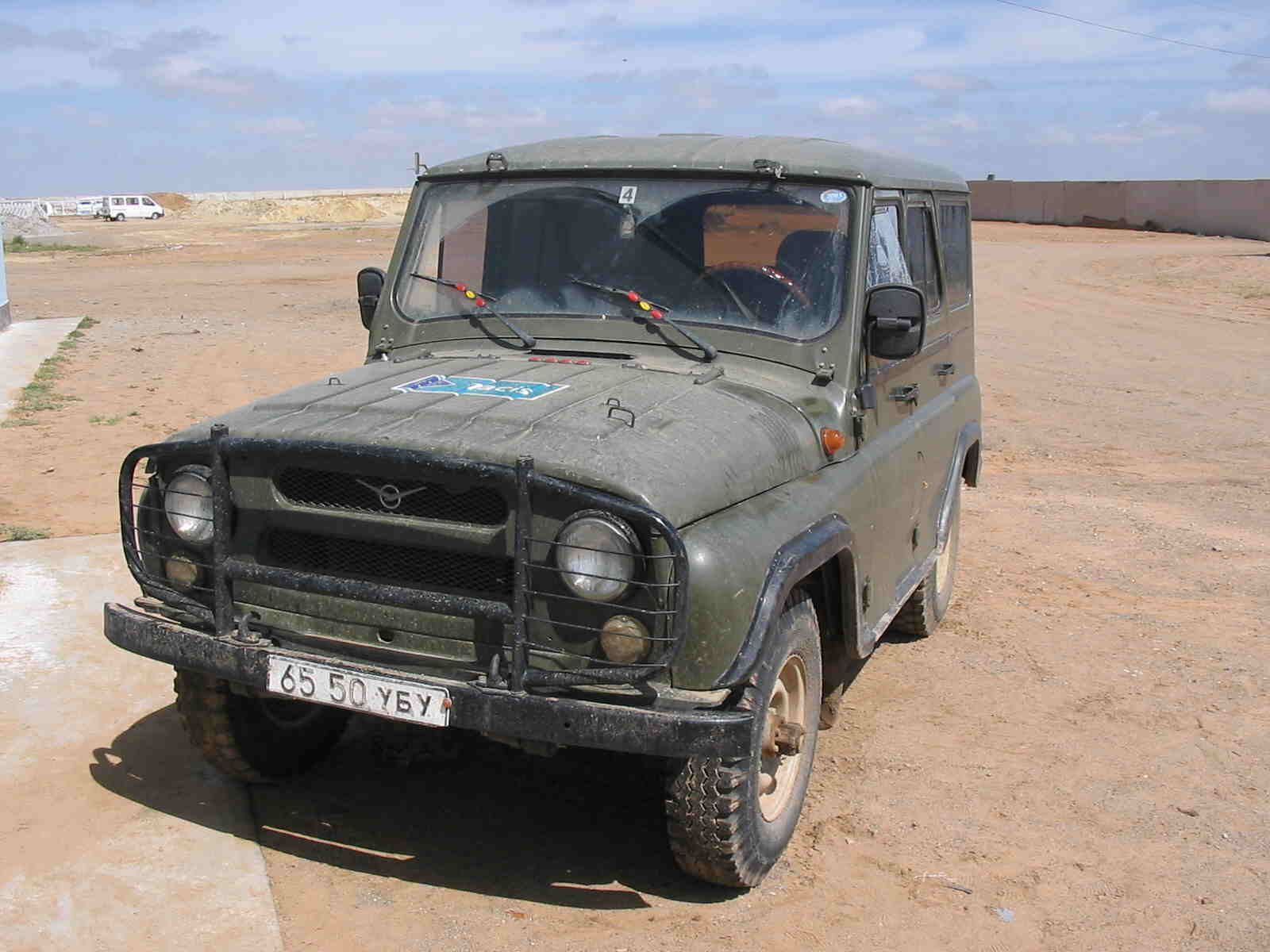
UAZ–469
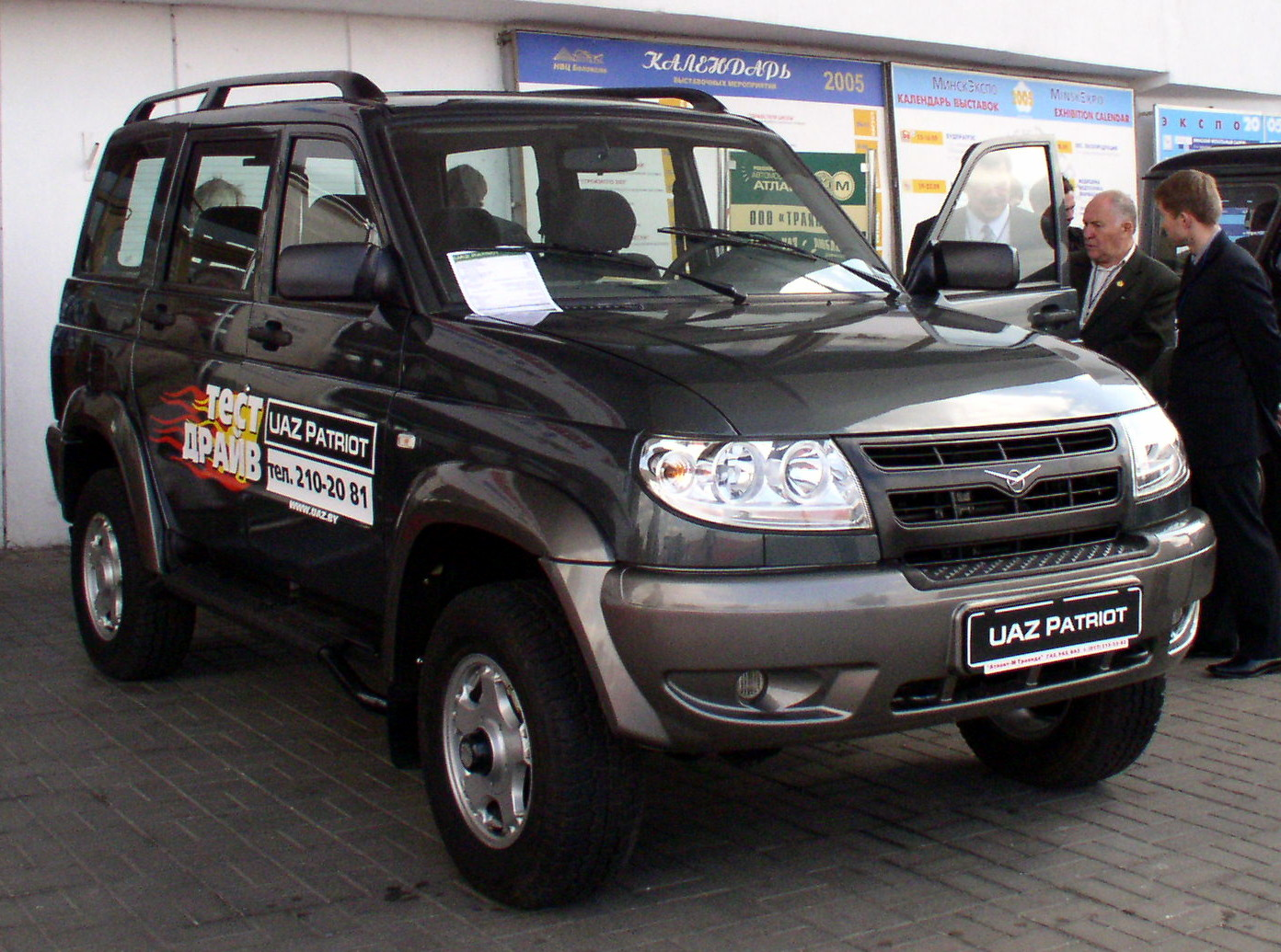
UAZ Patriot

## Külső hivatkozások
- A Szeversztal-Avto honlapja